# Нафанаил (Симеонидис)
Митрополит Нафанаил (англ. Metropolitan Nathanael, греч. Μητροπολίτης Ναθαναήλ, в миру Константинос Симеонидис, греч. Κωνσταντίνος Συμεωνίδης; род. 23 мая 1978, Салоники) — епископ Американской архиепископии Константинопольского патриархата; митрополит Чикагский (с 2018).

## Биография
Родился 23 мая 1978 года в Салониках и был третьим ребёнком в семье Ирины и Василиоса Симеонидиса, которые происходили из Малой Азии. В 2000 году окончил Греческий колледж, а в 2003 году — богословскую школу Святого Креста в Бруклайне, штат Массачусетс.
Окончил Бостонский университет, где в 2007 году получил диплом доктора философии в области теологии. Позднее специализировался в области истории и этики общественного здравоохранения в Колумбийском университете, а после был приглашённым профессором этики и биоэтики в Фордемском университете, Греческом колледже Святого Креста и Свято-Владимирской духовной семинарии.
В 2003 году архиепископом Американским Димитрием (Тракателлисом) был хиротонисан во диакона. С 2003 по 2006 год служил диаконом у митрополита Бостонского Мефодия (Турнаса), а с 2006 по 2010 год — у архиепископа Американского Димитрия (Тракателлиса).
30 января 2010 года архиепископом Димитрием был хиротонисан во пресвитера. С 2010 по 2013 год в качестве священника служил в соборе Благовещения Пресвятой Богородицы в Нью-Йорке. За время своей пастырской деятельности сформировал организацию «Православные профессионалы в действии» («Ορθόδοξοι Επαγγελματίες εν Δράσει», англ. Orthodox Professionals in Action), в рамках которой около 400 молодых специалистов оказывали помощь наиболее незащищённым слоям населения в районе Манхэттена.
16 сентября 2013 года архиепископом Американским Димитрием (Тракателлисом) назначен директором Отдела по межправославным, экуменическим и межцерковным связям Американской архиепископии. На данной должности отвечал за связи между Архиепископией и многочисленными религиозными организациями, аналитическими центрами, неправительственными организациями и постоянными представительствами при Организации Объединённых Наций. Организовывал конференции.
Состоит в братстве монастыря Георгия Эпаносифи на острове Крит.
7 февраля 2018 года Священным синодом Константинопольского патриархата избран для рукоположения в сан митрополита Чикагского.
17 марта 2018 года в Свято-Троицком соборе Нью-Йорка состоялась его епископская хиротония, которую совершили: архиепископ Американский Димитрий (Тракателлис), митрополит Бостонский Мефодий (Турнас), митрополит Атлантский Алексий (Панайотопулос), митрополит Питтсбургский Савва (Зембиллас), митрополит Сан-Францисский Герасим (Михалеас), митрополит Нью-Джерсийский Евангел (Курунис), архиепископ Север-Американский Николай (Кондря) (Румынская православная церковь), архиепископ Чикагский Петр (Лукьянов) (РПЦЗ), архиепископ Нью-Йоркский и Нью-Джерсийский Михаил (Дахулич) (ПЦА), епископ Западно-Американский Максим (Василиевич) (Сербская православная церковь), епископ Восточно-Американского Ириней (Добриевич) (Сербская православная церковь), епископ Фасианский Антоний (Паропулос), епископ Зельский Севастиан (Скордаллос), епископ Мидейский Апостол (Куфалакис), епископ Христопольский Макарий (Гриниезакис) и епископ Евкарпийский Иерофей (Захарис).
24 марта 2018 года в Благовещенском соборе в Чикаго состоялась его интронизация.